# Матвій Немирич
Матвій Немирич (д/н — 1613) — земський урядник, волинський зем'янин часів Речі Посполитої. Родоначальник олевської гілки Немиричів.

## Життєпис
Походив з заможного шляхетського роду Немиричів гербу Клямри. Третій син Йосипа Немирича, київського земського судді, та його другої дружини Софії Скумін-Тишкевич. Ззамолоду допомагав батькові в господарських справах. Тоді ж одружився (першим шлюбом) з Євою Бутович. У 1582 році за допомогою князя Костянтина Острозького домігся розлучення без церковного розвінчання. За умовами шлюборозлучного запису, Матвій Немирич зобов'язувався дати дружині у всьому спокій. Але він одного разу напав у дорозі, пограбував і тяжко побив свою колишню дружину [зі скарги Єви Бутович 17 липня 1585 року].
1583 року стає управителем Черняхівської волості. У 1586 році став фундатором Спасо-Преображенського братства в Любліні. Протягом 1583—1591 років разом з батьком оружно відстоював права родини на Черняхів та околиці, на які претендував князь Йоаким Корецький.
Після смерті батька 1598 року отримав більшу частину Олевських володінь. Водночас взяв в заставу під 10 тис. злотих від свого брата Андрія як опікуна сина Стефана (йому дід Йосип Немирич заповів Черняхівську волость). Позиції Матвія були зміцнені призначенням його в цьому ж році київським земським суддею.
1600 року вніс запис про заставу до трибунальських книг у Любліні, однак 24 липня 1602 р. йому довелося поступитися цими маєтками Андрієві Немиричу та його дружині Маруші. Втім, того ж року Матвій Немирич опротестував заповіт свого батька. В свою чергу до нього позивався інший брат Семен.
1601 року надіслав новий позов проти брата Андрія. В тому ж році Матвія Немирича звинувачували в убивстві черкаського підстарости князя Івана Жижемського. Того ж року стає підписантом православної шляхти на захист Люблінського братства. В цьому ж році передав посаду київського земського судді Івану Аксаку.
16 березня 1602 року останній подав позов на Матвія до Коронного Трибуналу, звинувативши його в тому, що за сприяння київського ґродського судді і київського чашника Філона Стрибиля він зумів уписати до актових книг «фальшивий» запис на села Високе й Осники. У липні того ж року цей запис було скасовано. Зрештою, у 1602 році відбувся поділ майна, за яким за Матвієм Немиричем були закріплені Олевськ з навколишніми селами та Івниця.
В подальшому опікувався власними володіннями. Помер 1613 року.

## Родина
- Криштоф (д/н—1619)
- Миколай
- Самійло (Семен)
- Олександр, член Луцького Хрестовоздвиженського братства
- Богумила, дружина пінського стольника Андрія Терлецького